# Sân vận động bóng đá Kashima
Sân vận động bóng đá Kashima (カシマサッカースタジアム (Kashima Soccer Stadium) Kashima Sakkā Sutajiamu) là sân vận động bóng đá ở thành phố Kashima, thuộc tỉnh Ibaraki, Nhật Bản. Đây là sân nhà của Kashima Antlers, một đội bóng ở J1 League. Sân vận động này có sức chứa 40.728 chỗ ngồi.
Trước khi thành lập J. League, đội tiền thân của Kashima, Sumitomo Steel S.C., đã thi đấu tại sân thể thao của nhà máy thép Sumitomo gần đó.

## Hình ảnh

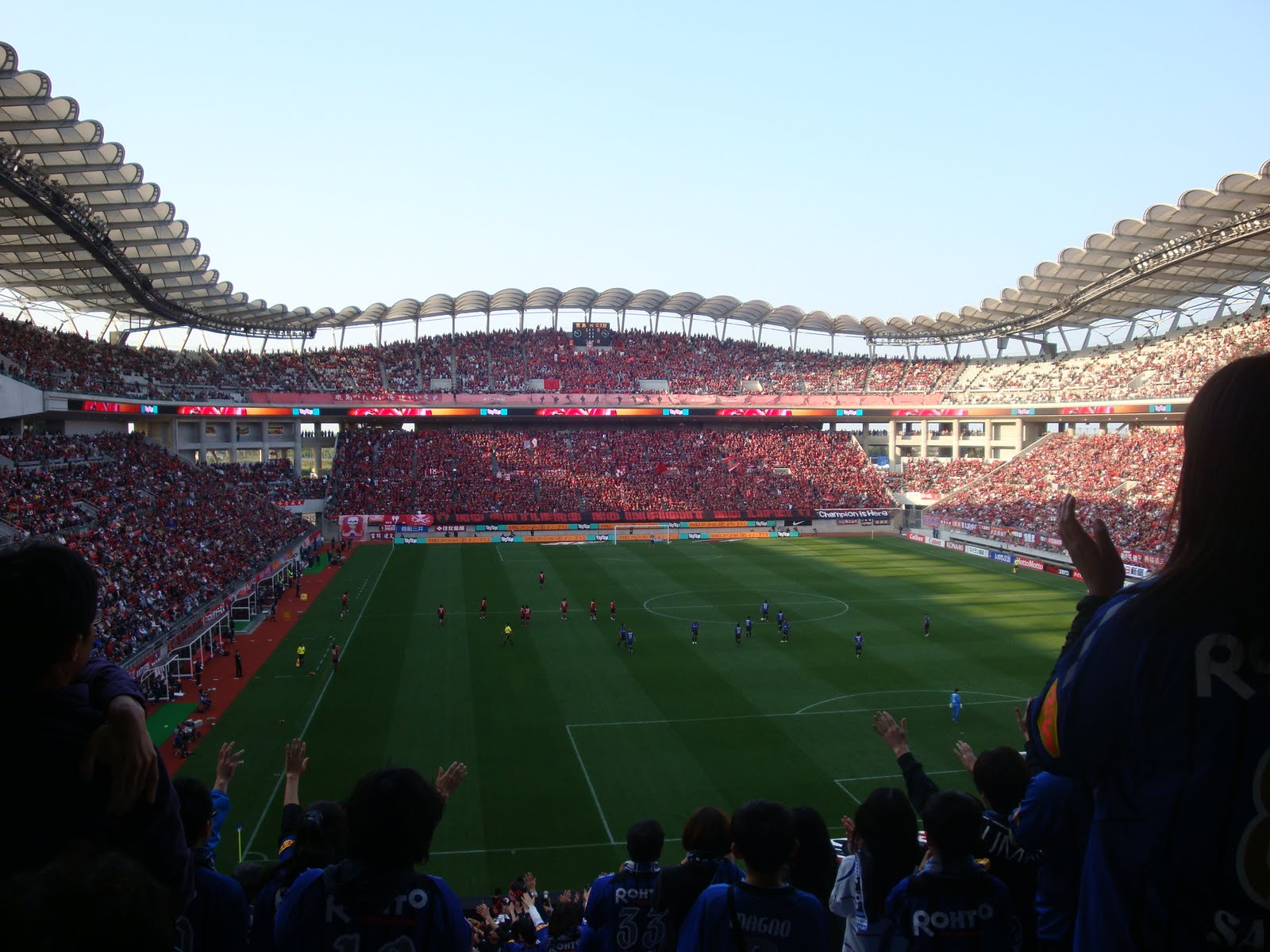
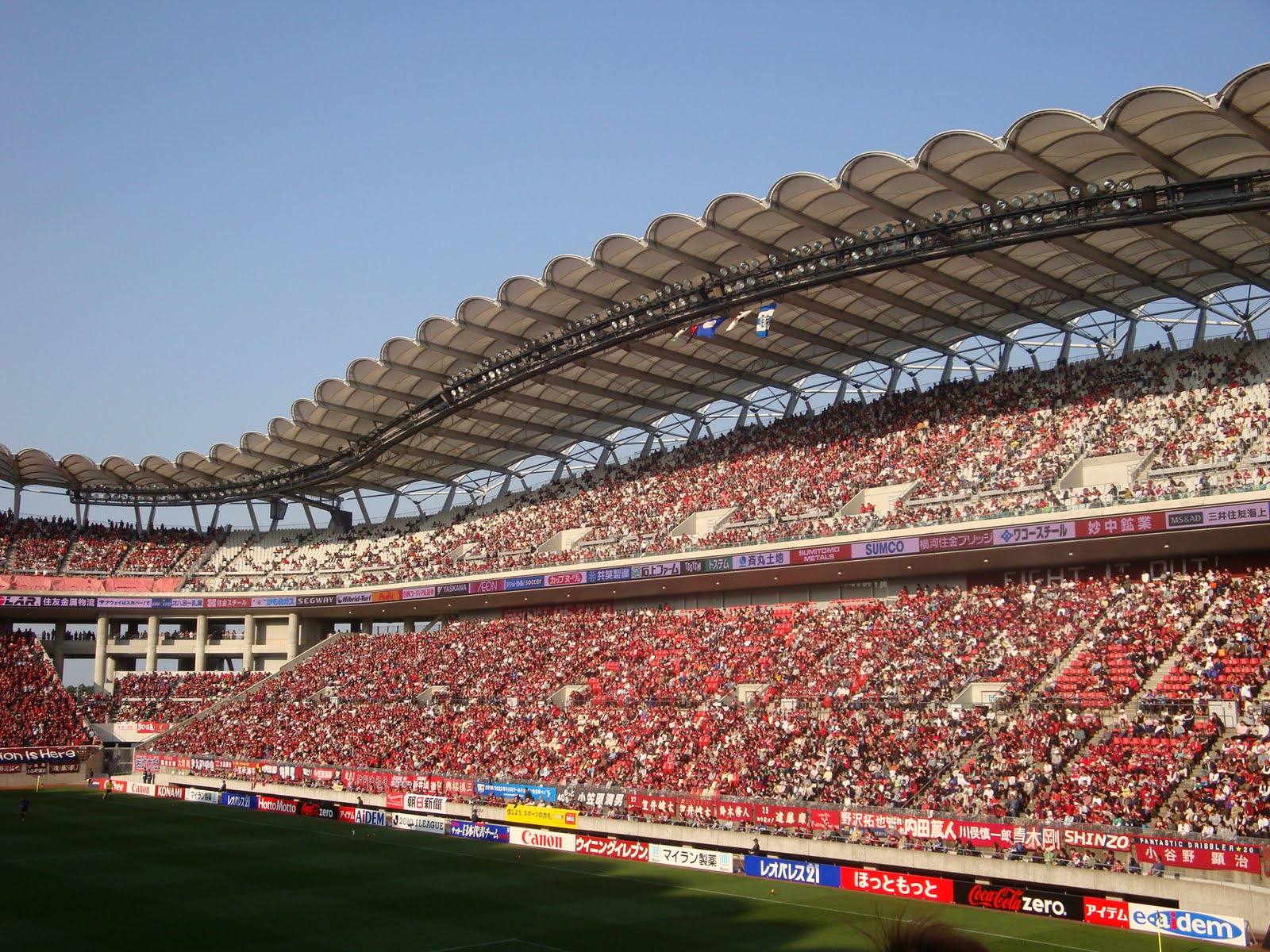
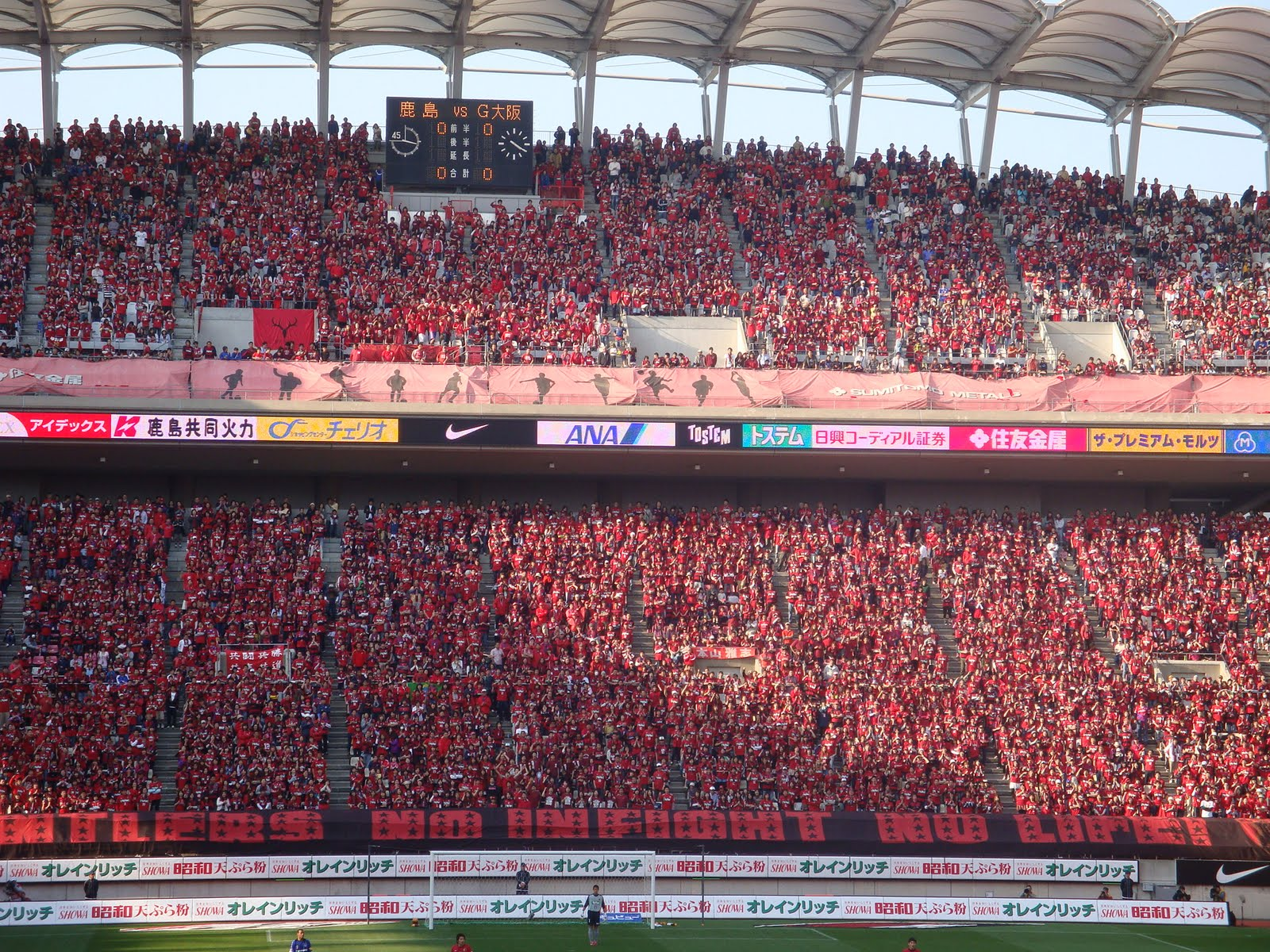
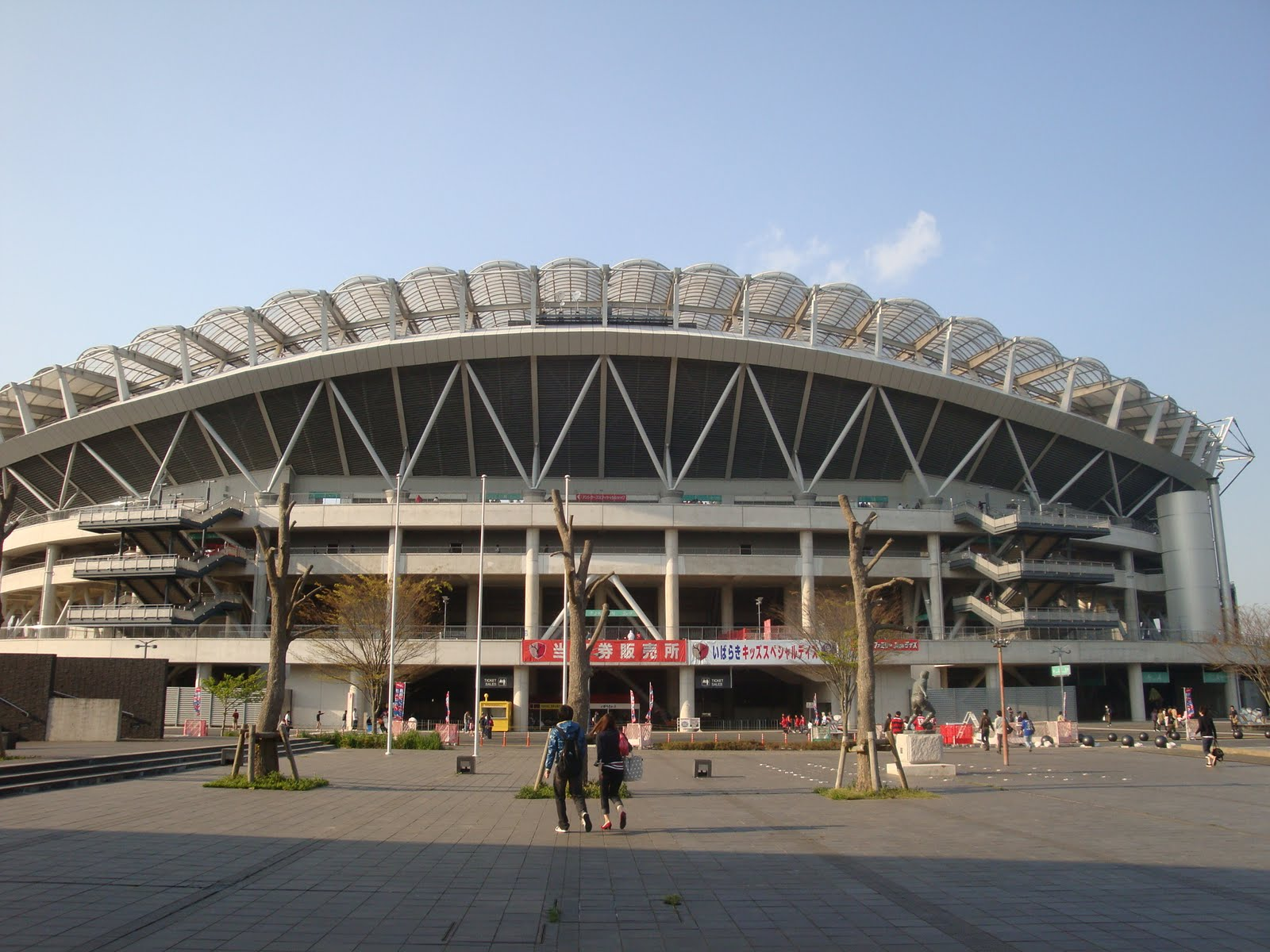

## Giải vô địch bóng đá thế giới 2002
Sân vận động bóng đá Kashima đã tổ chức ba trận đấu sau đây tại Giải vô địch bóng đá thế giới 2002.
| Ngày               | Thời gian (JST) | Đội #1    | Kết quả | Đội #2           | Vòng   | Khán giả |
| ------------------ | --------------- | --------- | ------- | ---------------- | ------ | -------- |
| 2 tháng 6 năm 2002 | 14:30           | Argentina | 1–0     | Nigeria          | Bảng F | 34.050   |
| 5 tháng 6 năm 2002 | 20:30           | Đức       | 1–1     | Cộng hòa Ireland | Bảng E | 35.854   |
| 8 tháng 6 năm 2002 | 18:00           | Ý         | 1–2     | Croatia          | Bảng G | 36.472   |